# Musterhaus

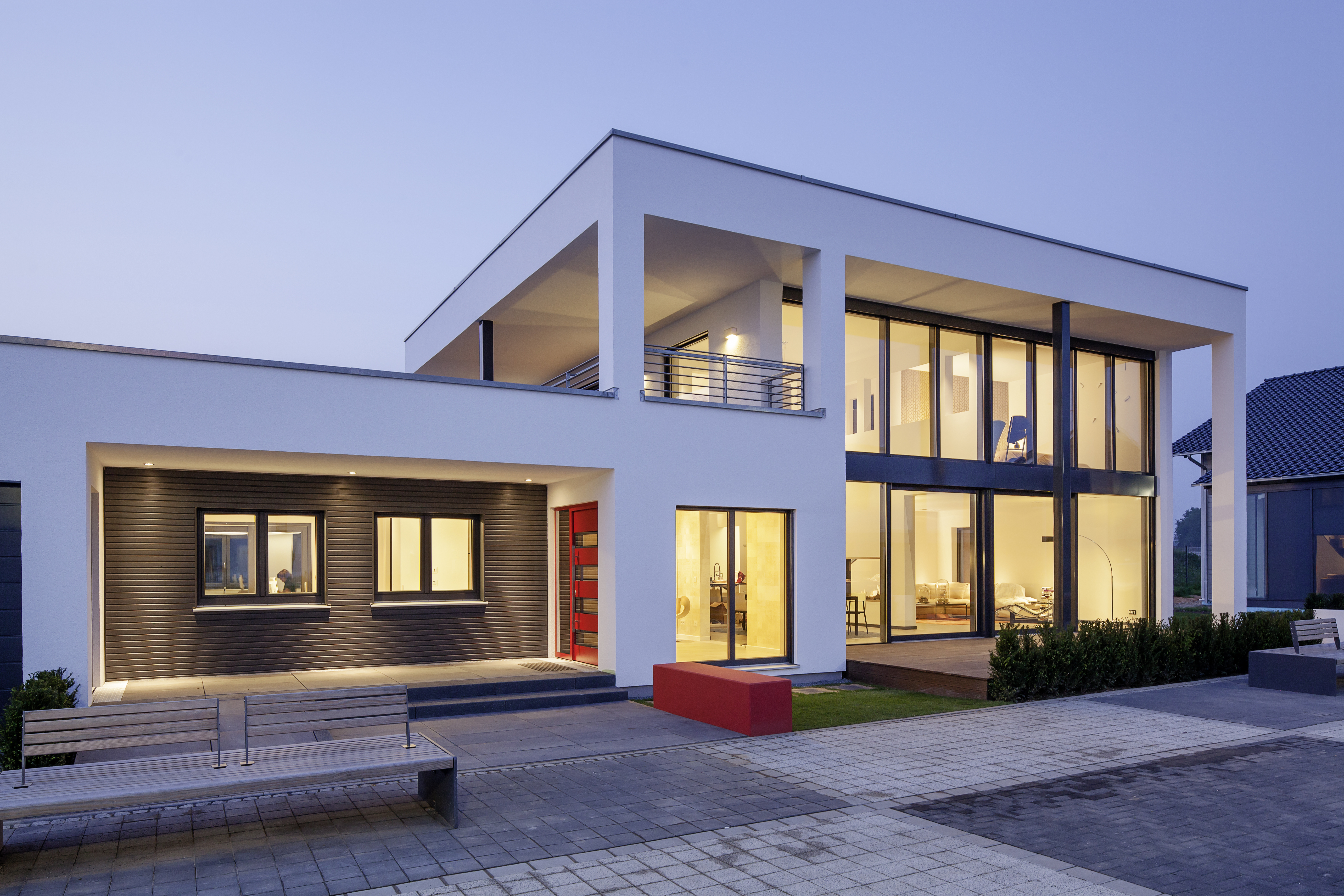
Musterhaus

Ein Musterhaus ist ein Haus, das als Muster für weitere Häuser der gleichen Art dient. Um sich ein reales Bild eines Hauses zu machen, werden des Öfteren Musterhäuser für potentielle Kunden gefertigt. Diese stehen zur Besichtigung den Besuchern offen. Hier können Bauweise, Materialien, Zimmeranordnung und weitere wichtige Details vor einem Kauf angesehen werden. Ein Musterhaus soll Vertrauen und Anreize in ein neues zum Verkauf angebotenes Haus bieten.

## Historisches
Erste Musterhäuser kamen mit der industrialisierten Bauweise und Fertigbauweise von Häusern in den 1920er Jahren auf. Einige der ersten Musterhäuser waren das von Georg Muche entworfene Haus am Horn (1923) in Weimar, die Musterhäuser von Hans Scharoun für die Deutsche Gartenbau- und Schlesische Gewerbe-Ausstellung (1927) in Liegnitz, das Musterhaus von Lux Guyers von 1928 in Bern (CH) und die Kupferhaus Musterhäuser der Hirsch Kupfer- und Messingwerke (HKM) in Eberswalde von 1929. Auch die von Walter Gropius in den 1920er Jahren erbauten Meisterhäuser in Dessau galten als Musterhäuser. Erste Fertigbauhäuser gehen allerdings schon auf das Jahr 1900 zurück.